# ZANG HAOZI
ZANG HAOZI（ザンハオズィ、1978年4月15日 - ）は、日本のHIPHOPアーティスト。通称「ザンハオ」。

## 経歴
宮崎県出身、現在は福岡市を拠点に活動している。
2004年、DS455「Summer sweets」への客演参加を皮切りに、M.O.S.A.D., DJ PMX, DJ RYOW, EL LATINO, RICHEE等の作品へ参加。
2010年4月にMS Entertainmentと契約。